# 米尔兹卡尔内站
米尔兹卡尔内站是托尔尼亚卡尔内斯-图库姆斯铁路线上的一个火车站，车站建于1959年，附近的居民点是米尔兹卡尔内村。